# Judão
O Judão foi um dos maiores sites de cultura pop do Brasil, sendo pioneiro na cobertura jornalística do segmento no país. Fundado por Thiago "Borbs" Borbolla em 2000, o site se destacou por seu tom irreverente, aprofundamento crítico e uma abordagem única sobre quadrinhos, cinema, séries, games e música.

## História
O Judão surgiu no início dos anos 2000 com o nome CuDoJudas e rapidamente se expandiu para um site consolidado de cultura pop, acompanhando o crescimento do jornalismo digital no Brasil. Sob a liderança de Borbs, o site se destacou pela produção de reportagens, críticas, entrevistas e coberturas ao vivo de eventos nacionais e internacionais.
Durante sua trajetória, o Judão foi um dos primeiros veículos digitais brasileiros a cobrir festivais de cinema e eventos geeks de maneira aprofundada, como a San Diego Comic-Con e a CCXP, explorando novas formas de engajamento com o público, como transmissões ao vivo e interações diretas com os leitores.
Além de Borbs, a redação do site contou com editores como Renan Martins Frade e Thiago Cardim.
No decorrer de sua existência, o Judão esteve hospedado em grandes portais da internet brasileira, como Portal da MTV, Vírgula, R7 e Terra e chegou a ter 1 milhão de usuários por mês.

### Influência e produtos derivados
Além do conteúdo em texto, o Judão expandiu sua presença com o podcast Asterisco, um dos primeiros do Brasil a abordar cultura pop de forma analítica e descontraída. O site também se destacou em iniciativas de branded content, antecipando tendências no jornalismo digital e no marketing de influência.

### Encerramento
Após quase duas décadas de atividade, o Judão encerrou suas operações em 2020. O anúncio foi feito por Thiago Borbolla, que destacou as transformações no mercado digital e o desejo de explorar novos projetos.

## Impacto e legado

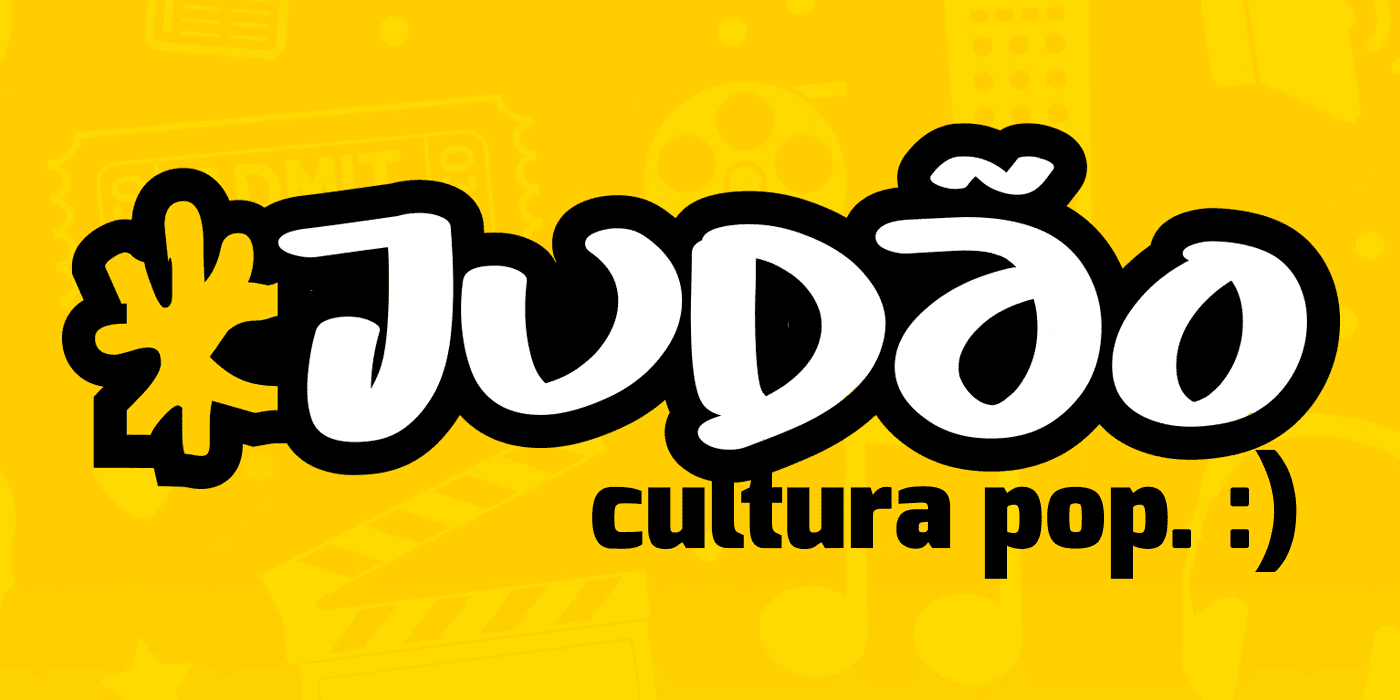
Logo clássico do Judão, utilizado durante quase toda a sua existência

O site teve um papel importante na consolidação do jornalismo cultural online no Brasil, influenciando outras iniciativas e veículos digitais. Sua abordagem diferenciada e seu tom descontraído foram um marco na cobertura de cultura pop, antecipando tendências de comunicação que hoje são comuns na mídia digital.
Além disso, o portal serviu de plataforma para diversos jornalistas e comunicadores que posteriormente se destacaram no mercado. Em 2010, a relevância do Judão foi reconhecida quando seu fundador, Borbs, foi convidados pela MTV Brasil para apresentar um programa voltado para a cultura pop.